# Laurence Olivier Award al miglior attore in un musical
Il Premio Laurence Olivier al miglior attore in un musical (Laurence Olivier Award for Best Actor in a Musical) è un riconoscimento teatrale presentato dal 1979 che viene consegnato ai migliori attori protagonisti in musical nuovi o revival.
Il premio nasce nel 1976 per premiare le migliori performance (maschili e femminili) in un musical e nel 1979 viene creato un premio appositamente per le interpretazioni maschili; il premio nasce come Society of West End Theatre Awards, poi ribattezzato in nome del celebre attore nel 1984.

## Vincitori e candidati

### Anni 1970
- 1979
  - Anton Rodgers - Songbook nel ruolo di vari personaggi
  - Tony Britton- My Fair Lady nel ruolo di Henry Higgins
  - Michael Crawford - Charlie and Algernon nel ruolo di Charlie
  - Ben Cross - Chicago nel ruolo di Billy Flynn

### Anni 1980
- 1980
  - Denis Quilley - Sweeney Todd: The Demon Barber of Fleet Street nel ruolo di Sweeney Todd
  - Tom Conti - They're Playing Our Song nel ruolo di Vernon
  - John Diedrich - Oklahoma! nel ruolo di Curly
  - Denis Lawson - Pal Joey nel ruolo di Joey
- 1981
  - Michael Crawford - Barnum nel ruolo di Phineas Taylor Barnum
  - Brian Blessed - Cats nel ruolo di Old Deuteronomy
  - Henderson Forsythe - The Best Little Whorehouse in Texas nel ruolo delle sceriffo Ed Earl Dodd
  - Wayne Sleep - Cats nel ruolo di Mister Mistoffolees
- 1982
  - Roy Hudd - Underneath the Arches nel ruolo di Bud Flanagan
  - Tim Curry - The Pirates of Penzance nel ruolo del Re dei Pirati
  - Bob Hoskins - Guys and Dolls nel ruolo di Nathan Detroit
  - Stephen Moore - Poppy nel ruolo di Jack Idle
- 1983
  - Denis Lawson - Mr. Cinders nel ruolo di Mr. Cinders
  - George Costigan - Blood Brothers nel ruolo di Mickey
  - Teddy Kempner - Snoopy nel ruolo di Snoopy
  - Peter Woodward - Bashville
- 1984
  - Paul Clarkson - The Hired Man nel ruolo di John Tallentire
  - Tim Flavin - On Your Toes nel ruolo di Junior
  - David Kernan - The Ratepayers' Iolanthe nel ruolo del Lord Cancelliere
  - Lon Satton - Starlight Express nel ruolo di Poppa
- 1985
  - Robert Lindsay - Me and My Girl nel ruolo di Bill Snibson
  - Alun Armstrong - Les Misérables nel ruolo di M. Thénardier
  - Mark McGann - Lennon nel ruolo di John Lennon
  - Colm Wilkinson - Les Misérables nel ruolo di Jean Valjean
- 1986
  - Michael Crawford - The Phantom of the Opera nel ruolo del Fantasma dell'Opera
  - Paul Bentley - H.M.S. Pinafore nel ruolo di Captain Corcoran
  - George Hearn - La Cage aux Folles nel ruolo di Albin
  - Tommy Körberg - Chess nel ruolo di The Russian
- 1987
  - John Bardon ed Emil Wolk - Kiss Me, Kate nel ruolo dei gangster
  - Bernard Alane - Bless the Bride
  - Mark McGann - Up on the Roof nel ruolo di Scott
  - Gary Olsen - Up on the Roof nel ruolo di Keith
- 1988
  - Con O'Neill - Blood Brothers nel ruolo di Michey
  - Bille Brown - The Wizard of Oz nel ruolo della Malvagia Strega dell'Ovest
  - Nickolas Grace - Candide nel ruolo di Voltaire / Dr. Pangloss
  - Mickey Rooney - Sugar Babies nel ruolo di Mickey
- 1989/90
  - Jonathan Pryce - Miss Saigon nel ruolo dell'Ingegnere
  - Alun Armstrong - The Baker's Wife nel ruolo di Aimable
  - Matthew Devitt - Return to the Forbidden Planet nel ruolo di Cookie
  - Paul Hipp - Buddy – The Buddy Holly Story nel ruolo di Buddy Holly

### Anni 1990
- 1991
  - Philip Quast - Sunday in the Park with George nel ruolo di Georges Seurat
  - Ian Bartholomew - Into the Woods nel ruolo del Fornaio
  - Bruce Hubbard - Show Boat nel ruolo di Joe
  - Paul J. Medford - Five Guys Named Moe nel ruolo di Little Moe
- 1992
  - Alan Bennett - Talking Heads nel ruolo di Graham Whittaker
  - Philip Bird - Good Rockin' Tonite
  - Jason Donovan - Joseph and the Amazing Technicolor Dreamcoat nel ruolo di Giuseppe
  - Damon Evans - Carmen Jones nel ruolo di Joe
- 1993
  - Henry Goodman - Assassins nel ruolo di Charles J. Guiteau
  - Brent Carver - Kiss of the Spider Woman nel ruolo di Molina
  - Michael Hayden - Carousel nel ruolo di Billy Bigelow
  - Kirby Ward - Crazy for You nel ruolo di Bobby
- 1994
  - Alun Armstrong - Sweeney Todd: The Demon Barber of Fleet Street nel ruolo di Sweeney Todd
  - Roger Allam - City of Angels nel ruolo di Stone
  - David Burt - The Beggar's Opera nel ruolo del capitano Macheath
  - Alan Cumming - Cabaret nel ruolo del Maestro delle Cerimonie
- 1995
  - John Gordon Sinclair - She Loves Me nel ruolo di Georg
  - Peter Duncan - The Card nel ruolo di Denry Machin
  - Tim Flavin - Crazy for You nel ruolo di Bobby
  - Jonathan Pryce - Oliver! nel ruolo di Fagin
- 1996
  - Adrian Lester - Company nel ruolo di Robert
  - Brian Conley - Jolson nel ruolo di Al Jolson
  - Ross Lehman - Hot Mikadon el ruolo di Koko
  - Clarke Peters - Unforgettable nel ruolo di Nat King Cole
- 1997
  - Robert Lindsay - Oliver!nel ruolo di Fagin
  - Iain Glen - Martin Guerre nel ruolo di Martin Guerre
  - Paul Keating - Tommy nel ruolo di Tommy
  - Steven Pacey - By Jeeves nel ruolo di Bertie Wooster
- 1998
  - Philip Quast - The Fix nel ruolo di Grahame Chandler
  - John Barrowman - The Fix nel ruolo di Cal Chandler
  - Henry Goodman - Chicago nel ruolo di Billy Flynn
  - Andrew C. Wadsworth - Kiss Me, Kate nel ruolo di Fred
- 1999
  -  Tutto il cast di Kat and the Kings
  - Adam Garcia - Saturday Night Fever nel ruolo di Tony Manero
  - Hugh Jackman - Oklahoma! nel ruolo di Curly
  - Clarke Peters - Chicago nel ruolo di Billy Flynn

### Anni 2000
- 2000
  - Simon Russell Beale - Candide nei ruoli di Voltaire e Dr. Pangloss
  - Rob Edwards - The Lion King nel ruolo di Scar
  - Daniel Evans - Candide nel ruolo di Candido
  - Ben Keaton - Animal Crackers nel ruolo di Spaulding
  - Gus MacGregor - Buddy – The Buddy Holly Story Buddy Holly
- 2001
  - Daniel Evans - Merrily We Roll Along nel ruolo di Charley
  - Jimmy Johnston - The Pirates of Penzance nel ruolo del Re dei Pirati
  - Paul Robinson - Cantando sotto la pioggia nel ruolo di Don Lockwood
  - David Shannon - The Beautiful Game nel ruolo di John
- 2002
  - Philip Quast - South Pacific nel ruolo di Emile de Becque
  - Brent Barrett - Kiss Me, Kate nel ruolo di Fred Graham
  - Paul Keating - Closer to Heaven nel ruolo di Straight Dave
  - Jonathan Pryce - My Fair Lady nel ruolo di Henry Higgins
- 2003
  - Alex Jennings - My Fair Lady nel ruolo di Henry Higgins
  - Tim Flavin - My One and Only nel ruolo del capitano Billy Buck Chandler
  - Michael Jibson - Our House nel ruolo di Joe Casey
  - Euan Morton - Taboo nel ruolo di George
- 2004
  - David Bedella - Jerry Springer nel ruolo di Satana
  - Graham Bickley - Ragtime nel ruolo di Tateh
  - Michael Brandon - Jerry Springer nel ruolo di Jerry Springer
  - Kevyn Morrow - Ragtime nel ruolo di Coalhouse
- 2005
  - Nathan Lane - The Producers nel ruolo di Max Bialystock
  - Lee Evans - The Producers nel ruolo di Leo Bloom
  - Paul Hegarty - Sweeney Todd: The Demon Barber of Fleet Street nel ruolo di Sweeney Todd
  - Gavin Lee - Mary Poppins nel ruolo di Bert
- 2006
  - James Lomas, George Maguire, Liam Mower - Billy Elliot nel ruolo di Billy Elliot
  - Douglas Hodge - Guys and Dolls nel ruolo di Nathan Detroit
  - Ewan McGregor - Guys and Dolls nel ruolo di Sky Masterson
- 2007
  - Daniel Evans - Sunday in the Park with George nel ruolo di Georges Seurat
  - Tim Curry - Spamalot nel ruolo di Re Artù
  - Clarke Peters - Porgy and Bess nel ruolo di Porgy
  - Philip Quast - Evita nel ruolo di Juan Perón
- 2008
  - Michael Ball - Hairspray nel ruolo di Edna Turnblad
  - Bertie Carvel - Parade nel ruolo di Leo
  - Henry Goodman - Fiddler on the Roof nel ruolo di Tevye
  - Bob Martin - The Drowsy Chaperone nel ruolo dell'uomo sulla sedia
- 2009
  - Douglas Hodge - La Cage aux Folles nel ruolo di Albin
  - Denis Lawson - La Cage aux Folles nel ruolo di Georges
  - Ryan Molloy - Jersey Boys nel ruolo di Frankie Valli
  - Matt Rawle - Zorro nel ruolo di Zorro

### Anni 2010
- 2010
  - Aneurin Barnard - Spring Awakening nel ruolo di Melchior
  - Rowan Atkinson - Oliver! nel ruolo di Fagin
  - Bob Golding - Morecambe nel ruolo di Eric Morecambe
  - Alexander Hanson - A Little Night Music nel ruolo di Frederik
  - Tony Sheldon - Priscilla, Queen of the Desert nel ruolo di Bernadette
- 2011
  - David Thaxton - Passion nel ruolo di Giorgio
  - Alex Gaumond - Legally Blonde nel ruolo di Emmett Forrest
  - Ramin Karimloo - Love Never Dies nel ruolo del Fantasma dell'Opera
  - Sahr Ngaujah - Fela! nel ruolo di Fela Kuti
  - Michael Xavier - Love Story nel ruolo di Oliver Barratt IV
- 2012[2]
  - Bertie Carvel - Matilda nel ruolo di Miss Trunchbull
  - Nigel Lindsay - Shrek nel ruolo di Shrek
  - Reece Shearsmith - Betty Blue Eyes nel ruolo di Gilbert Chilvers
  - Paulo Szot - South Pacific nel ruolo di Emile de Becque
- 2013[3]
  - Michael Ball - Sweeney Todd: The Demon Barber of Fleet Street nel ruolo di Sweeney Todd
  - Alex Bourne - Kiss Me, Kate nel ruolo di Fred Graham
  - Tom Chambers - Top Hat nel ruolo di Jerry
  - Will Young - Cabaret nel ruolo del Maestro delle Cerimonie
- 2014[4]
  - Gavin Creel - The Book of Mormon nel ruolo di Elder Price
  - Jared Gertner - The Book of Mormon nel ruolo di Elder Cunningham
  - Douglas Hodge - Charlie and the Chocolate Factory nel ruolo di Willy Wonka
  - Kyle Scatliffe - The Scottsboro Boys nel ruolo di Haywood Patterson
- 2015[5]
  - John Dagleish -  Sunny Afternoon nel ruolo di Ray Davies
  - Jon Jon Briones - Miss Saigon nel ruolo dell'Ingegnere
  - Brandon Victor Dixon - The Scottsboro Boys nel ruolo di Haywood Patterson
  - Killian Donnelly - Memphis nel ruolo di Huey Calhoun
- 2016[6]
  - Matt Henry - Kinky Boots nel ruolo di Lola / Simon
  - Ian Bartholomew - Mrs Henderson Presents nel ruolo di Vivian Van Damm
  - Killian Donnelly - Kinky Boots nel ruolo di Charlie Price
  - David Haig - Guys and Dolls nel ruolo di Nathan Detroit
  - Jamie Parker - Guys and Dolls nel ruolo di Sky Masterson
- 2017[7]
  - Andy Karl - Groundhog Day nel ruolo di Phil Connors
  - David Fynn - School of Rock nel ruolo di Dewey Finn
  - Tyrone Huntley - Jesus Christ Superstar nel ruolo di Giuda Iscariota
  - Charlie Stemp - Half a Sixpence nel ruolo di Arthur Kipps
- 2018[8]
  - Giles Terera - Hamilton nel ruolo di Aaron Burr
  - Ciarán Hinds - Girl from the North Country nel ruolo di Nick Lane
  - John McCrea - Everybody's Talking about Jamie nel ruolo di Jamie New
  - Jamael Westman - Hamilton nel ruolo di Alexander Hamilton
- 2019[9]
  - Kobna Holdbrook-Smith - Tina nel ruolo di Ike Turner
  - Marc Antolin - Little Shop of Horrors nel ruolo di Seymour
  - Zubin Varla - Fun Home nel ruolo di Bruce Bechdel
  - Ken Watanabe - The King and I nel ruolo del Re del Siam

### Anni 2020
- 2020[10][11]
  - Sam Tutty - Dear Evan Hansen nel ruolo di Evan Hansen
  - Andy Nyman - Fiddler on the Roof nel ruolo di Tevye
  - Charlie Stemp - Mary Poppins nel ruolo di Bert
  - Jac Yarrow - Joseph and the Amazing Technicolor Dreamcoat nel ruolo di Joseph
- 2022[12][13]
  - Eddie Redmayne - Cabaret nel ruolo del Maestro delle Cerimonie
  - Olly Dobson - Back to the Future: The Musical nel ruolo di Marty McFly
  - Arinzé Kene - Get Up, Stand Up! The Bob Marley Musical nel ruolo di Bob Marley
  - Robert Lindsay - Anything Goes nel ruolo di Moonface Martin
- 2023[14][15]
  - Arthur Darvill - Oklahoma! nel ruolo di Curly
  - Alon Moni Aboutboul - The Band's Visit nel ruolo di Tewqif
  - Julian Ovenden - South Pacific nel ruolo di Emile de Becque
  - Andrew Rannells - Tammy Faye nel ruolo di Jim Bakker
- 2024[16][17]
  - Tom Francis - Sunset Boulevard nel ruolo di Joe Gillis
  - David Cumming - Operation Mincemeat nel ruolo di Charles Cholmondeley e altri
  - Daniel Mays - Guys and Dolls nel ruolo di Nathan Detroit
  - Charlie Stemp - Crazy for You nel ruolo di Bobby Child
- 2025
  - John Dagleish - The Curious Case of Benjamin Button nel ruolo di Benjamin Button
  - Adam Dannheisser - Fiddler on the Roof nel ruolo di Tevye
  - Myles Frost - MJ the Musical nel ruolo di Michael Jackson
  - Simon Lipkin - Oliver! nel ruolo di Fagin
  - Jamie Muscato - Natasha, Pierre and the Great Comet of 1812 nel ruolo di Anatole Kuragin